# Sent Roman (Alta Garona)
Sent Roma (francès Saint-Rome) és un municipi del departament francès de l'Alta Garona, a la regió d'Occitània.